# One Mellon Center
One Mellon Center é um arranha-céu, actualmente é o 195º arranha-céu mais alto do mundo, com 221 metros (725 ft). Edificado na cidade de Pittsburgh, Estados Unidos, foi concluído em 1983 com 54 andares.